# Samuel Fuller

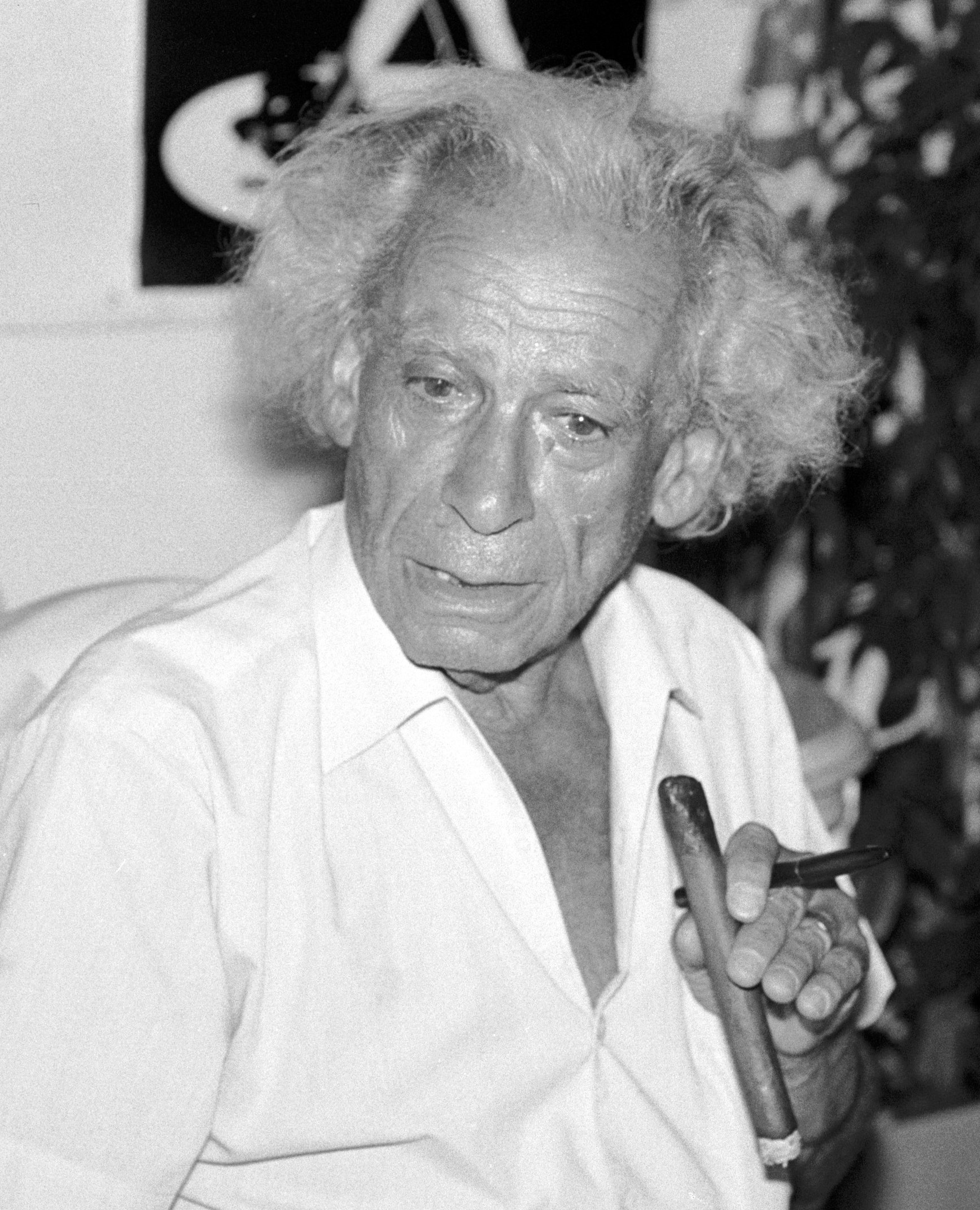
Samuel Fuller (1987)

Fullers Signatur (1991)

Samuel Michael Fuller (* 12. August 1912 in Worcester, Massachusetts; † 30. Oktober 1997 in Hollywood, Kalifornien) war ein US-amerikanischer Schauspieler, Drehbuchautor, Filmregisseur, Autor von Romanen und Soldat während des Zweiten Weltkrieges. Durch Filme wie Polizei greift ein, Vierzig Gewehre, Schock-Korridor und The Big Red One galt er ab den 1950er-Jahren als innovative und unkonventionelle Stimme im amerikanischen Filmgeschäft.

## Leben
Samuel Michael Fuller war das Kind jüdischer Eltern aus Russland, Vater Benjamin Rabinowitsch, und Polen, die Mutter, geb. Rebecca Baum. Nach dem Tod des Vaters zog die Mutter 1924 mit ihren Kindern nach New York City. Fuller arbeitete als Botenjunge bei verschiedenen Zeitungen, bis er 1929 beim New York Evening Graphic der jüngste Kriminalreporter New Yorks wurde. Über Anstellungen bei verschiedenen Zeitungen in San Francisco und San Diego kam Fuller nach Hollywood, wo er damit begann, Drehbücher, Kurzgeschichten für Pulp Magazines und Romane für Leihbüchereien zu schreiben. Zwischen 1936 und 1942 entstanden acht Filme, die auf seinen Drehbüchern basierten.
1942 wurde Fuller zum Militärdienst eingezogen. Er diente bei der 1. US-Infanteriedivision (Big Red One) und nahm am Kriegsgeschehen in Nordafrika, auf Sizilien, in der Normandie, in Belgien, Deutschland und der Tschechoslowakei teil. Fuller wurde mehrfach ausgezeichnet (Bronze Star, Silver Star, Purple Heart).
Bei der Befreiung des Flossenbürger KZ-Außenlagers Falkenau in Sokolov, Tschechoslowakei, im Mai 1945 durch US-amerikanische Truppen hielt der Infanterist Samuel Fuller mit einer 16-mm-Kamera fest, wie ein Hauptmann etwa 20 Bürger des Ortes, die beteuerten, nichts von dem Außenlager gewusst zu haben, dazu zwang, die im Lager vorgefundenen Leichen zu bergen, zu bekleiden und auf dem Stadtfriedhof zu beerdigen. Der Film bildete die Grundlage der 1988 unter der Regie von Emil Weiss entstandenen Dokumentation KZ Falkenau – Eine Lektion über Menschenwürde, in der Samuel Fuller auch als Zeitzeuge auftrat.
Bereits 1944 erschien sein Roman The Dark Page, der im Zeitungsmilieu spielte und der von amerikanischen Literaturkritikern den Preis für den besten psychologischen Roman des Jahres erhielt. 1948 schrieb Fuller das Drehbuch für Douglas Sirks Film Unerschütterliche Liebe.
Im November 1948 verwirklichte Fuller mit Ich erschoß Jesse James seinen ersten Film als Regisseur. Es folgte ein weiterer Western, Der Baron von Arizona (1949), und der Kriegsfilm Die Hölle von Korea (1950). Fuller erhielt einen Siebenjahresvertrag bei der 20th Century Fox und verwirklichte für die Fox unter anderem den Film Der letzte Angriff (1951). Park Row (1952), der erneut im Zeitungsmilieu spielte, war der erste selbstproduzierte Film Fullers. Für Polizei greift ein erhielt Fuller 1953 den Bronzenen Löwen bei den Filmfestspielen in Venedig.
1956 gründete Fuller seine eigene Produktionsgesellschaft Globe Enterprises und produzierte seine folgenden sechs Filme selbst. Der 1957 entstandene Western Vierzig Gewehre gilt heute als unkonventioneller Klassiker seines Genres und als ein Vorreiter des Spätwestern-Genres.
Ab 1962 drehte Fuller auch für das Fernsehen, unter anderem eine Folge für die Westernserie Die Leute von der Shiloh Ranch. 1963 folgten die Kinofilme Schock-Korridor und Der nackte Kuß, die Fuller auch als Romane verarbeitete. Ab 1965 hielt sich Fuller in Frankreich auf, wo er Auftritte als Schauspieler in Filmen von Jean-Luc Godard (Elf Uhr nachts, 1965) und Luc Moullet (Brigitte et Brigitte, 1965) hatte. Während dieser Zeit lernte Fuller auch seine spätere Frau kennen, die deutsche Schauspielerin Christa Lang.
1967 inszenierte Fuller in einer US-amerikanisch-mexikanischen Koproduktion den Film Outsider, der jedoch ohne Fullers Wissen von den Produzenten drastisch geschnitten wurde. 1969 spielte Fuller in Dennis Hoppers chaotischer Produktion The Last Movie einen Filmregisseur. In Deutschland drehte Fuller 1972 als Beitrag zur Tatort-Reihe den Film Tote Taube in der Beethovenstraße mit dem Ermittler „Kressin“. 1978 verwirklichte Fuller sein letztes großes Projekt: The Big Red One, einen Kriegsfilm mit autobiografischen Zügen, den Fuller später auch zu einem Roman verarbeitete. Die Produktion von White Dog wurde 1981 zum Fiasko: Der Film wurde aufgrund des Vorwurfs, rassistisch zu sein, statt einer internationalen Kinoverwertung nur kurzzeitig im amerikanischen Bezahlfernsehen gezeigt. In Paris, wo Fuller seit einiger Zeit seinen Hauptwohnsitz hatte, drehte er 1983 den Film Les Voleurs de la Nuit. Sein letzter Kinofilm war 1989 Straße ohne Wiederkehr, doch er blieb weiterhin als Fernsehregisseur und als Schauspieler tätig, zuletzt für Wim Wenders in Am Ende der Gewalt (1997).

## Filmografie (Auswahl)

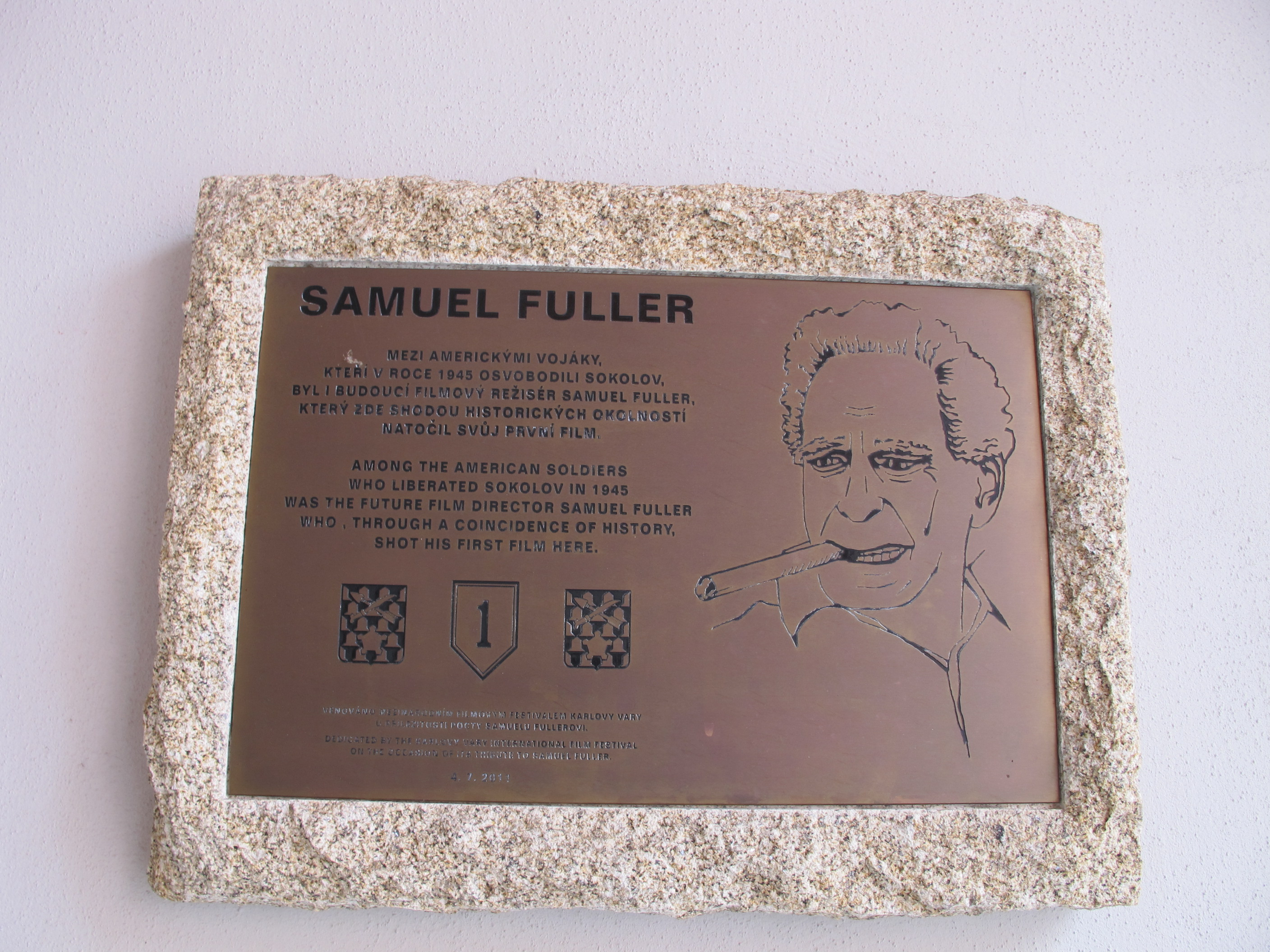
Gedenktafel für Samuel Fuller in Sokolov

### Drehbuch
- 1943: Margin for Error
- 1949: Unerschütterliche Liebe (Shockproof)
- 1950: Endstation Mord (Gambling House)
- 1951: Gangster (The Racket)
- 1974: Verflucht sind sie alle (The Klansman)

### Regie
- 1949: Ich erschoß Jesse James (I Shot Jesse James)
- 1950: Der Baron von Arizona (The Baron of Arizona)
- 1951: Die Hölle von Korea (The Steel Helmet)
- 1951: Der letzte Angriff (Fixed Bayonets!)
- 1952: Park Row (auch Drehbuch und Produktion)
- 1953: Polizei greift ein (Pickup on South Street)
- 1954: Inferno (Hell and High Water)
- 1955: Tokio-Story (House of Bamboo)
- 1957: Hölle der tausend Martern (Run of the Arrow)
- 1957: Vierzig Gewehre (Forty Guns)
- 1959: The Crimson Kimono
- 1959: Verboten!
- 1961: Alles auf eine Karte (Underworld U.S.A.)
- 1963: Schock-Korridor (Shock Corridor)
- 1964: Der nackte Kuß (The Naked Kiss)
- 1969: Outsider (Shark!)
- 1973: Tatort: Tote Taube in der Beethovenstraße (Fernsehfilm)
- 1980: The Big Red One
- 1982: Der weiße Hund von Beverly Hills (White Dog)
- 1984: Diebe der Nacht (Les Voleurs de la nuit)
- 1989: Straße ohne Wiederkehr (Street of No Return)

### Schauspieler
- 1965: Elf Uhr nachts (Pierrot le fou)
- 1966: Brigitte und Brigitte (Brigitte et Brigitte)
- 1971: The Last Movie
- 1976: Der amerikanische Freund
- 1982: Hammett
- 1982: Der Stand der Dinge
- 1984: Slapstick
- 1987: Salem II – Die Rückkehr (A Return to Salem’s Lot)
- 1987: Helsinki-Napoli – All Night Long (Helsinki Napoli All Night Long)
- 1989: Söhne (Sons)
- 1992: Das Leben der Bohème (La vie de Bohème)
- 1994: Somebody to Love
- 1995: Martin Scorsese: Eine Reise durch den amerikanischen Film (A Personal Journey With Martin Scorsese Through American Movies)
- 1997: Am Ende der Gewalt (The End of Violence)

## Romane
- Burn, Baby, Burn. Phoenix Press, New York 1935.
- Test Tube Baby. Goodwin, New York 1936.
- The Dark Page. Duell, Sloan & Pearce, New York 1944; deutsche Übersetzung: Die dunkle Seite. Ullstein, Berlin, 1989. (1952 unter dem Titel Skandalblatt (Scandal Sheet) verfilmt)
- 144 Piccadilly. R. W. Barrow, New York 1971
- Crown of India. Award Books, New York 1966.
- Dead Pigeon on Beethoven Street. Pyramid Books, New York 1974. Deutsche Übersetzung: Tote Taube auf der Beethoven Strasse, Kiepenheuer & Witsch, Köln 1973.
- The Big Red One. Bantam Books, New York 1980.
- Les Voleurs de la nuit. Parafrance, Paris 1983
- Sapphos Flucht. Ullstein, Frankfurt am Main, Berlin 1986.

### Schriften
- Samuel Fuller, Christa Lang Fuller, Jerome Henry Rudes: A Third Face – My Tale of Writing, Fighting an Filmmaking; New York: Applause Theatre & Cinema Books, 2002; ISBN 1-55783-627-2.

### Sekundärliteratur
- Nicholas Garnham: Samuel Fuller; New York: Cinema One 15, The Viking Press, 1971; ISBN 0-670-01925-9.
- Phil Hardy: Samuel Fuller; London: Studio Vista Film Paperbacks, 1970; ISBN 0-289-70035-3.
- Lee Server: Sam Fuller – Film Is a Battleground; Jefferson: McFarland, 1994; ISBN 0-7864-0008-0.
- David Will, Peter Wollen (Hrsg.): Samuel Fuller; Edinburgh Film Festival 69 in association with Scottish International Review, 1969.
- Ulrich von Berg, Norbert Grob (Hrsg.): Fuller; Berlin: Edition Filme, 1984; ISBN 3-88690-060-6.
- Norbert Grob: [Artikel] Samuel Fuller. In: Thomas Koebner (Hrsg.): Filmregisseure. Biographien, Werkbeschreibungen, Filmographien. Mit 109 Abbildungen. 3., aktualisierte und erweiterte Auflage. Reclam, Stuttgart 2008 [1. Aufl. 1999], ISBN 3-15-010455-6, S. 268–270.